# 杨延东
杨延东（1960年1月—），曾用名杨严冬，男，蒙古族，辽宁凌源人，中华人民共和国政治人物，渤海大学原党委副书记、校长。

## 生平
1983年8月，毕业于锦州师范学院（现渤海大学）物理系。历任锦州师范学院人事处科员，锦州师范学院人事处劳资科副科长，锦州师范学院人事处副科长、主任科员，锦州师范学院人事处劳资科科长，锦州师范学院人事师资处副处长，锦州师范学院人事师资处副处长兼人才交流开发中心主任，锦州师范学院人事师资处处长，锦州师范学院院长助理兼人事师资处处长，锦州师范学院院长助理兼培训中心主任，锦州师范学院院长助理、校务委员兼后勤改革办公室主任（正处级）。2002年4月，任锦州师范学院副院长。2003年7月，任渤海大学副校长。2010年8月，任渤海大学党委副书记、校长。2018年8月，被免职。2019年2月，因涉嫌严重违纪违法，正接受纪律审查和监察调查。